# Kunstbunkers bij Zandvoort

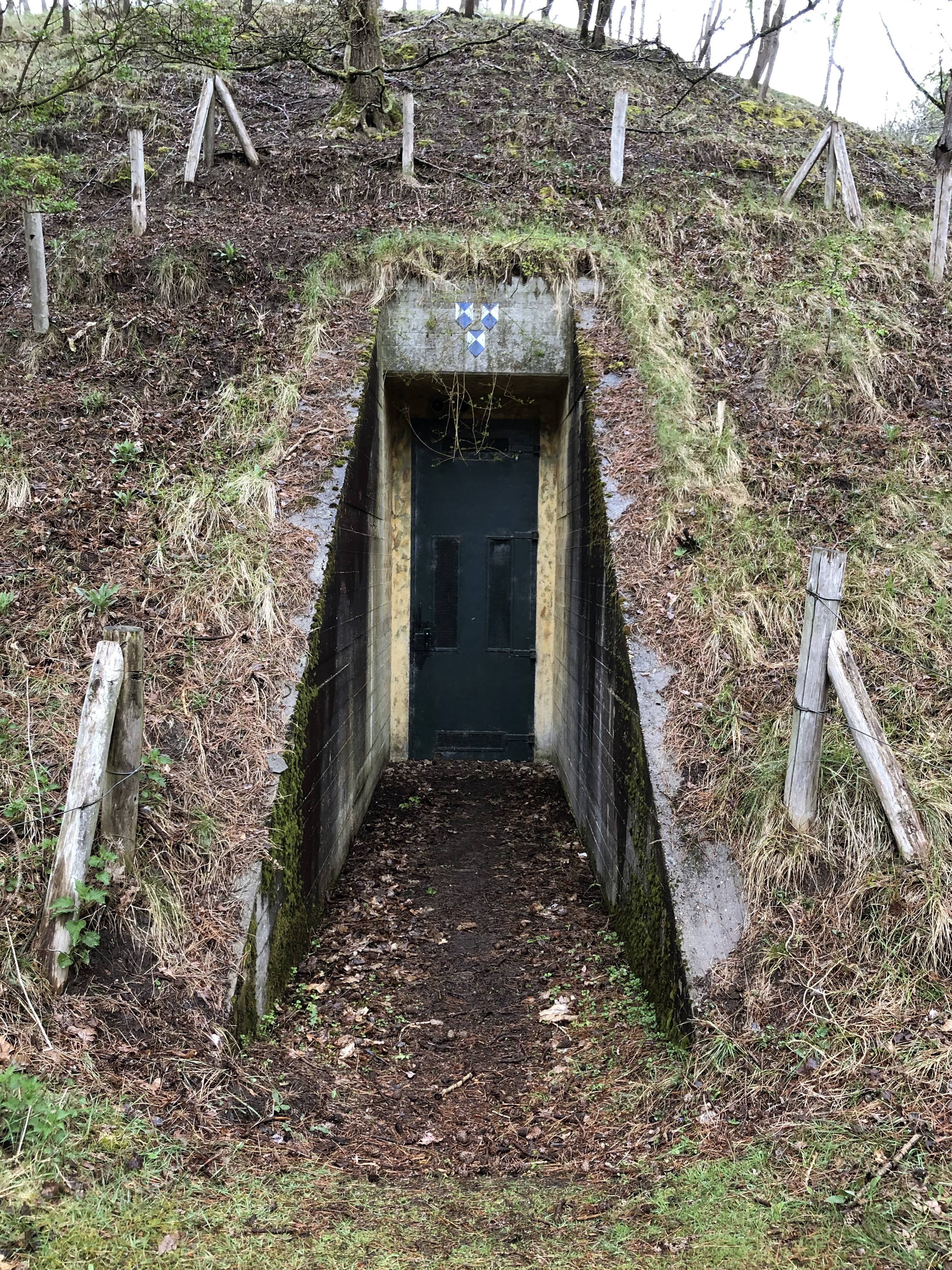
Entree van een van de bunkers bij Zandvoort

De twee Kunstbunkers bij Zandvoort zijn depots bij Zandvoort waar in de Tweede Wereldoorlog Nederlandse kunstschatten werden opgeslagen. De bunkers in de Amsterdamse Waterleidingduinen liggen ongeveer honderd meter van elkaar. Door de ligging kreeg dit stuk duin de naam 'het Museumduin'.

## Bouw
De opzet van kunstbunkers was gelijk aan de kunstbunkers bij Heemskerk. De bouw begon in juli 1940 en was op 1 mei 1941 klaar. Hiervoor werd 40.000 m³ zand weggegraven. De grond werd na de bouw op de schuilplaats teruggestort en vormde zo een beschermende laag van 12 meter. In deze bunker van zwaar gewapend beton hebben de wanden een dikte van 80 centimeter en heeft het dak een dikte van 1,25 meter. Door het haaks op elkaar staande toegangstunnels kon de drukgolf van een eventuele bominslag beter worden opgevangen.
De kunstwerken werden in genummerde rekken opgeborgen. De schilderijen en andere kunstwerken waren afkomstig uit musea uit Noord- en Zuid-Holland, waaronder het Frans Halsmuseum, het Teylers museum, het Prentenkabinet van de Universiteitsbibliotheek Leiden en het Rijksbureau voor Kunsthistorische Documentatie. Een deel van de opslagruimtes bestond uit bezittingen van musea uit Dordrecht, Gouda en Leeuwarden. Tot de opgeslagen particuliere eigendommen behoorden bezittingen van Koningin Wilhelmina. Die bestonden naast een aantal wandschilderingen uit de Oranjezaal van Huis ten Bosch ook uit kisten met boeken van de Koninklijke Bibliotheek.

## Ontruiming
De Nederlandse staat kreeg aan het einde van 1941 de opdracht van de Duitse bezetter deze bunkers te ontruimen vanwege de aanleg van de Duitse Atlantikwall. Een deel van de kunstverzameling uit de Zandvoortse bunker werd in 1942 daarom opgeslagen in een kunstbunker in de Sint Pietersberg. Die ruimte was echter beperkt. In samenwerking met de Duitsers werd daarop besloten om een nieuwe kunstbunker te bouwen in de staatsbossen bij Paasloo.
De beide bergplaatsen en het omliggende gebied bij Zandvoort zijn niet toegankelijk en worden niet gebruikt.
Castricum · 
Heemskerk · 
Kröller-Müller · 
Mauritshuis · 
Noordwijk · 
Paasloo · 
Sint-Pietersberg · 
Zandvoort